# Arthur Craco
Arthur Craco est un sculpteur, graveur et céramiste belge né à Bruxelles en 1869 et mort à Woluwe-Saint-Lambert en 1955.

## Biographie
Arthur Craco étudie d'abord à Louvain, puis notamment avec Constantin Meunier à l'Académie royale des beaux-arts de Bruxelles. Membre de La Libre Esthétique, il voyage en France avec le couple de peintres Louis-Gustave Cambier et Juliette Cambier.
Il y séjourne régulièrement jusqu'à la première guerre mondiale.
En qualité de sculpteur et de dessinateur, il participe aux salons de La Libre Esthétique à Bruxelles, en 1894, 1895, et 1897. À l’occasion de l’Exposition internationale de Bruxelles de 1897, il présente un Christ en Croix, statue chryséléphantine, une statuette de femme casquée de bronze intitulée Orchidée, un Buste de femme-fleur et une Annonciation.
Il se forme à la Faïencerie d'art d'Orchies, fondée en 1879 par le céramiste belge Emile Lherminé. Il réalise ses premières céramiques en 1896 dans l'atelier d’Omer Coppens et inscrit ses productions dans les mouvances novatrices de la fin du XIXe siècle (Art nouveau). À l’exposition de Milan de 1906, il remporte le Grand Prix pour ses œuvres en céramique. En 1909, il travaille dans la fabrique de Frédéric Horta, Il effectue ses premiers grès vers 1914, à Stockheim-Fouches puis à Andenne.
C’est en effet après la guerre qu'Arthur Craco accomplit son œuvre principale. Il s'installe à Bruxelles mais fait quotidiennement le déplacement à Andenne pour exercer son art. Il y trouve la matière première et surtout les fours, dans lesquels il peut effectuer la cuisson de ses céramiques, d’abord à l’usine Losson et ensuite à l’usine Daenen. C’est donc à Andenne qu’il révolutionne, en quelque sorte, l’art de la céramique belge en travaillant la terre cuite glaçurée et le grès en sculpture. Avant lui, en effet, le grès était utilisé pour la production d’objets utilitaires et non pour des œuvres décoratives.
Après avoir travaillé le bois, la pierre et l'ivoire, il travaille, en sculpteur, un matériau « fluide ». Il produit d’abord des masques, puis des animaux : chiens, chats, corbeaux, perroquets, coqs, et crée  des vases en grès émaillé de diverses couleurs.
Arthur Craco est ainsi l’un des principaux rénovateurs de l'art céramique en Belgique, farouchement déterminé à lui faire une place majeure au sein des arts décoratifs. Il associe avec brio ses talents de sculpteur et de céramiste, autant pour des objets usuels, proches de ceux créés par Alfred Finch à partir de 1895, que pour des œuvres sculptées en grès ou en terre cuite émaillée.
Il réalise aussi des pièces monumentales comme la Fontaine aux Chimères pour le parc du château d’Andenelle, la Fontaine aux Faisans  et la Fontaines aux Chats. Cette dernière œuvre est présentée à l’Exposition universelle de Bruxelles de 1935, en même temps qu'un important groupe de dix-sept personnages, en demi-grandeur, intitulé Nativité . Parallèlement à ses œuvres en grès, Arthur Craco s'intéresse à la gravure mais de manière moins soutenue.
Son talent, n'est pas toujours reconnu de son vivant, cependant un mécène, le comte Adrien van der Burch, propriétaire du Château d'Écaussinnes-Lalaing, lui apporte son soutien. En 1998, il bénéficie d'une rétrospective , mais c'est surtout en 2020, que la Galerie Lancz rend hommage à son travail avec une exposition et une publication monographique.

## Œuvres
- « Orchidée » (1896), Musées royaux d'Art et d'Histoire de Bruxelles (Magasin Wolfers).
- « Méduse », Musées royaux des Beaux-Arts de Belgique[7].
- Enigmatique sourire, Terre-cuite rouge,  Musée gaumais à Virton.
- Le Créancier, Terre-cuite vernissée,  Musée gaumais à Virton.

À Andenne trois fontaines signées Craco : 
- la « Fontaine aux chats » (avenue Reine Élisabeth).
- la « Fontaine aux faisans » (place du Chapitre), démontée et en cours de restauration.
- la « Fontaine aux oiseaux » à l'Espace Muséal d'Andenne.

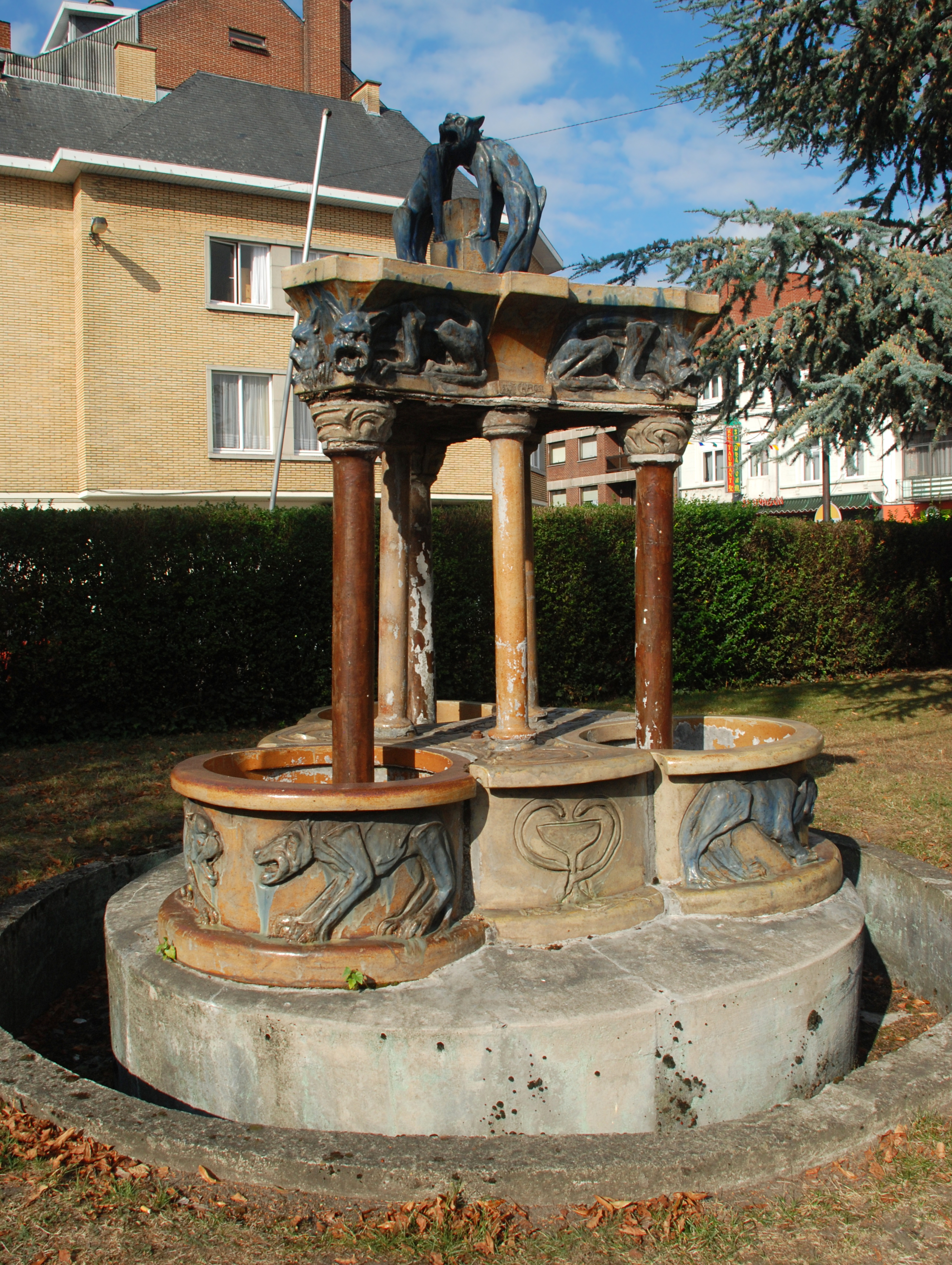
La fontaine aux chats.
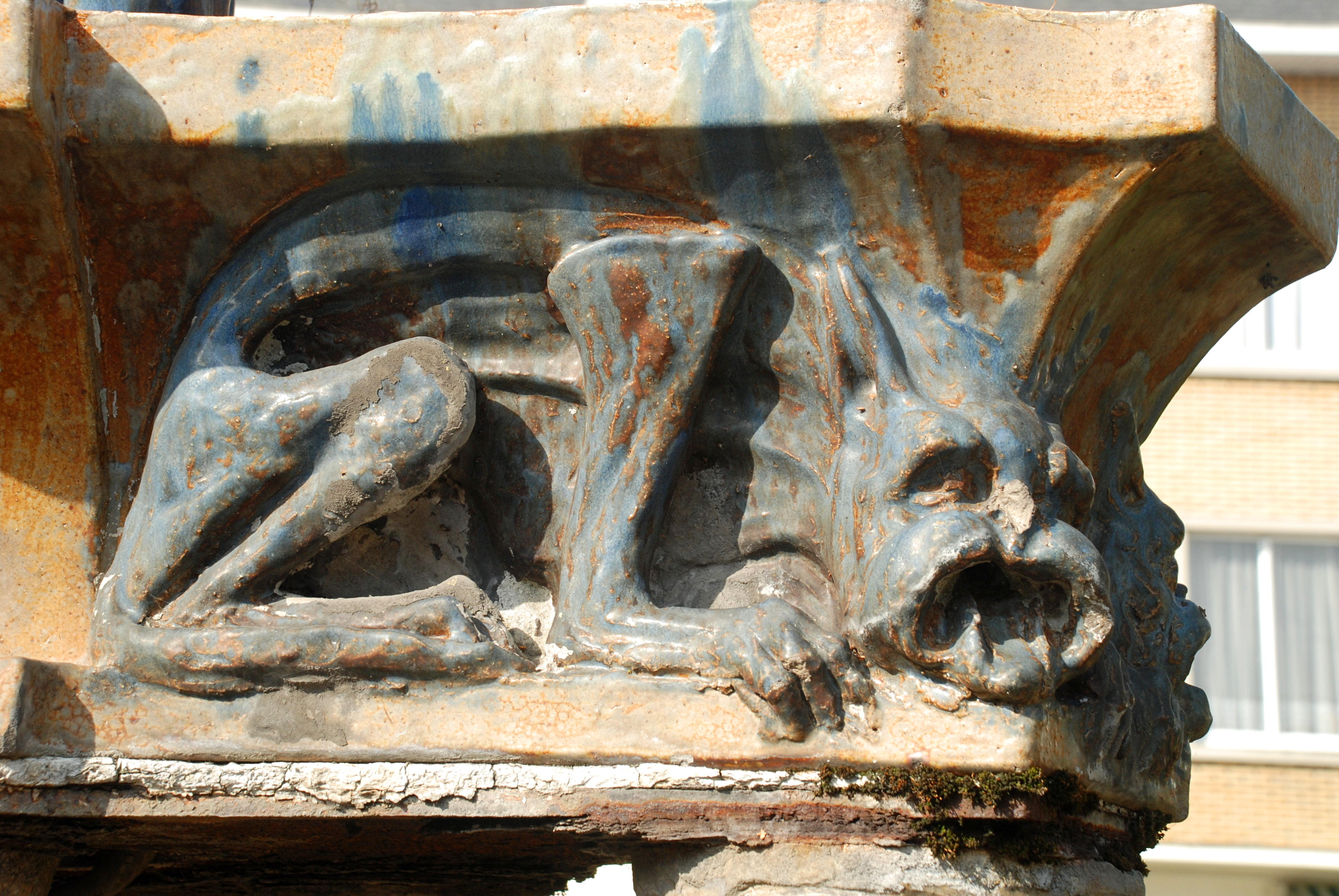
détail.
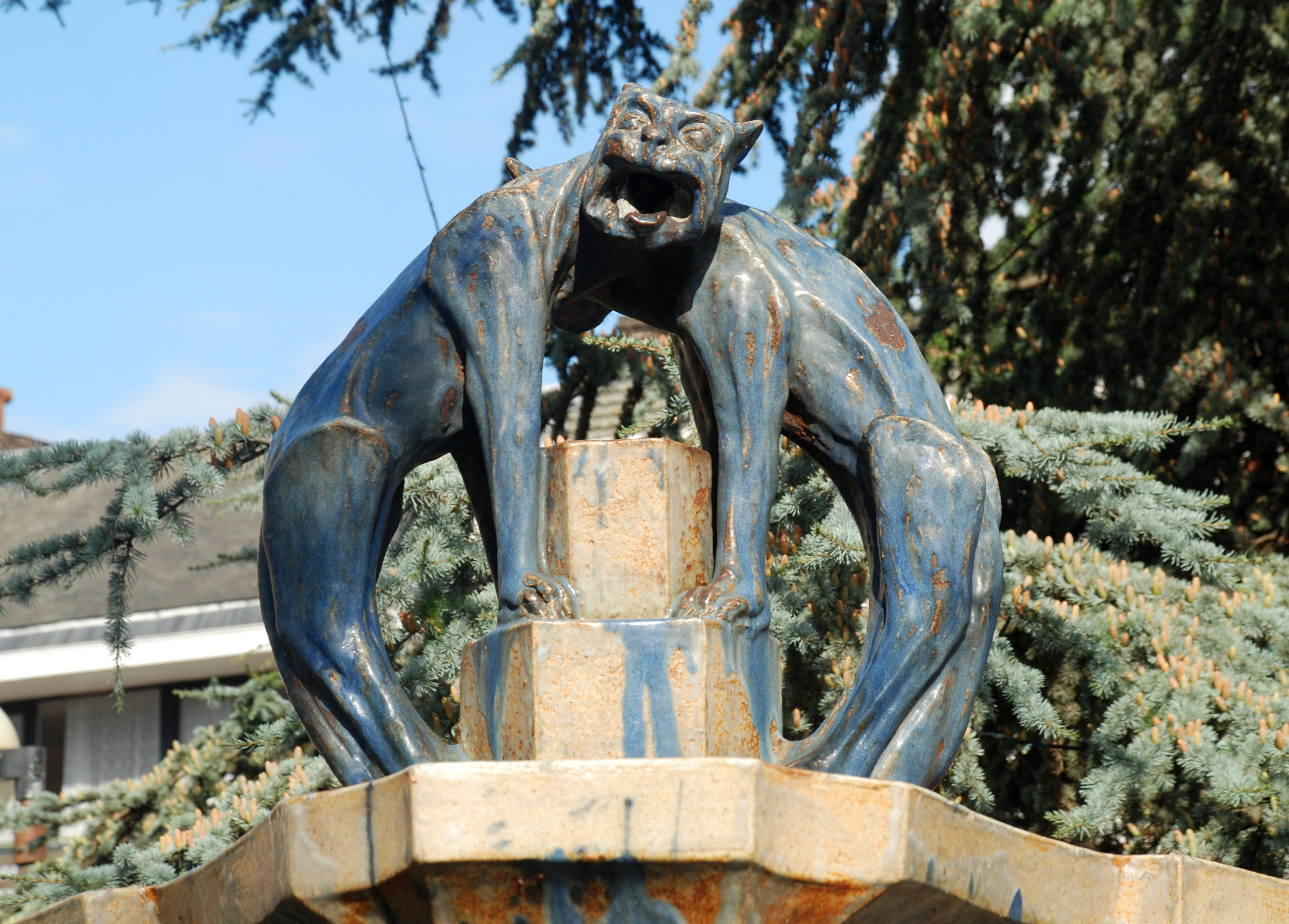
détail.
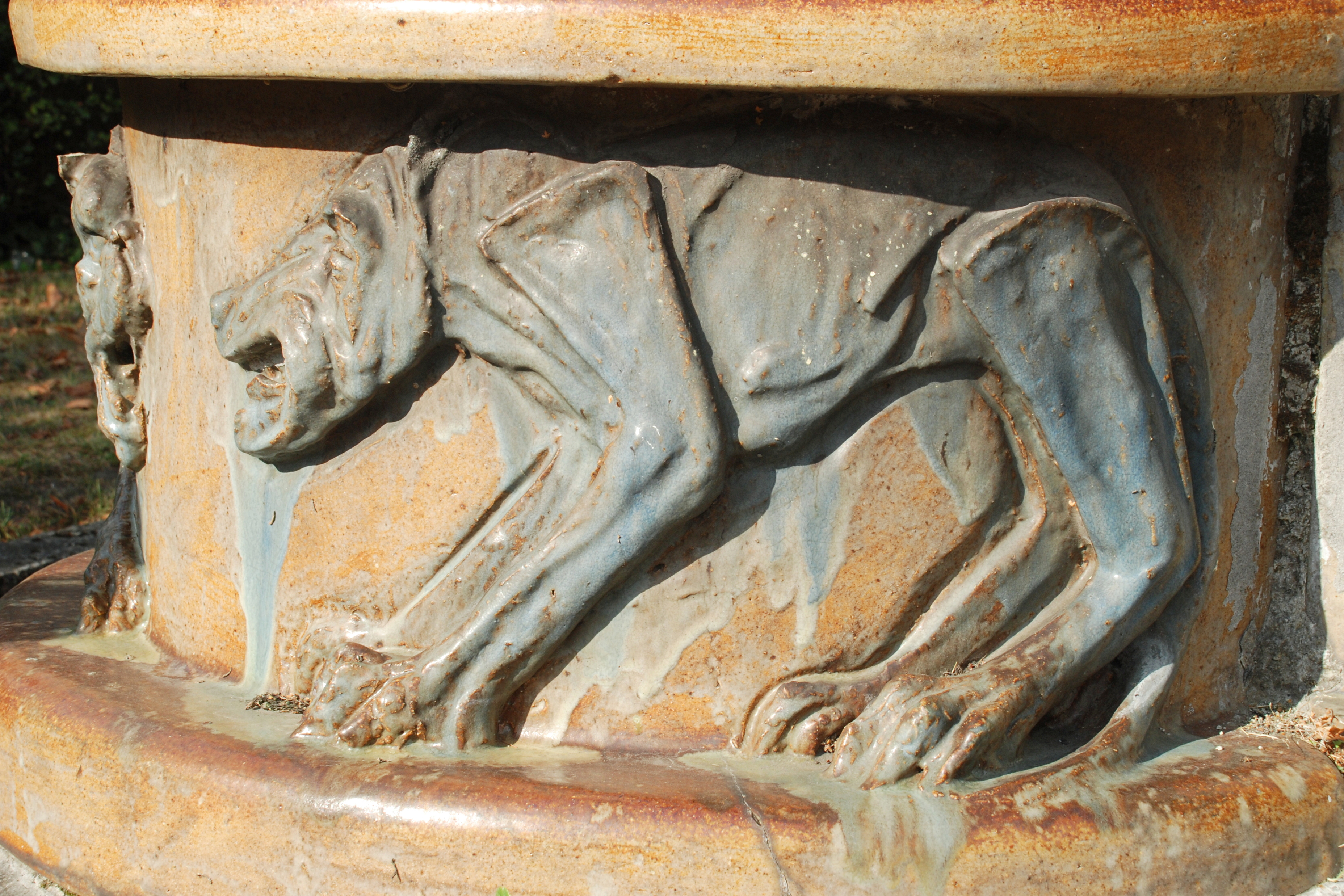
détail.

L'Espace Muséal d'Andenne - EMA conserve des nombreuses œuvres de Craco :
- le « Sourire énigmatique » (après 1894).
- plat « La femme-fleur » (entre 1898 et 1908).
- le « Chevalier des mers » (après 1925).
- la « Nativité ».
- « Fontaine aux oiseaux ».
- le sommet et deux grenouilles de la « Fontaine aux faisans ».
- « Masque de grotesque ».
- « Masque d'enfant ».
- vase « Iris ».
- le « Chien assis ».
- le « Bouledogue ».
- deux vases réalisés avec Fritz Horta, neveu de Victor Horta.

Un espace lui est dédié à Andenne. L'espace Arthur Craco fut l'idée de l'ancien échevin des travaux d'Andenne, Pol Delhalle.
- Le Monument aux morts de Floréal (Watermael-Boitsfort). Monument aux morts de Floréal, dans Avenue des Archiducs, (Watermael-Boitsfort).

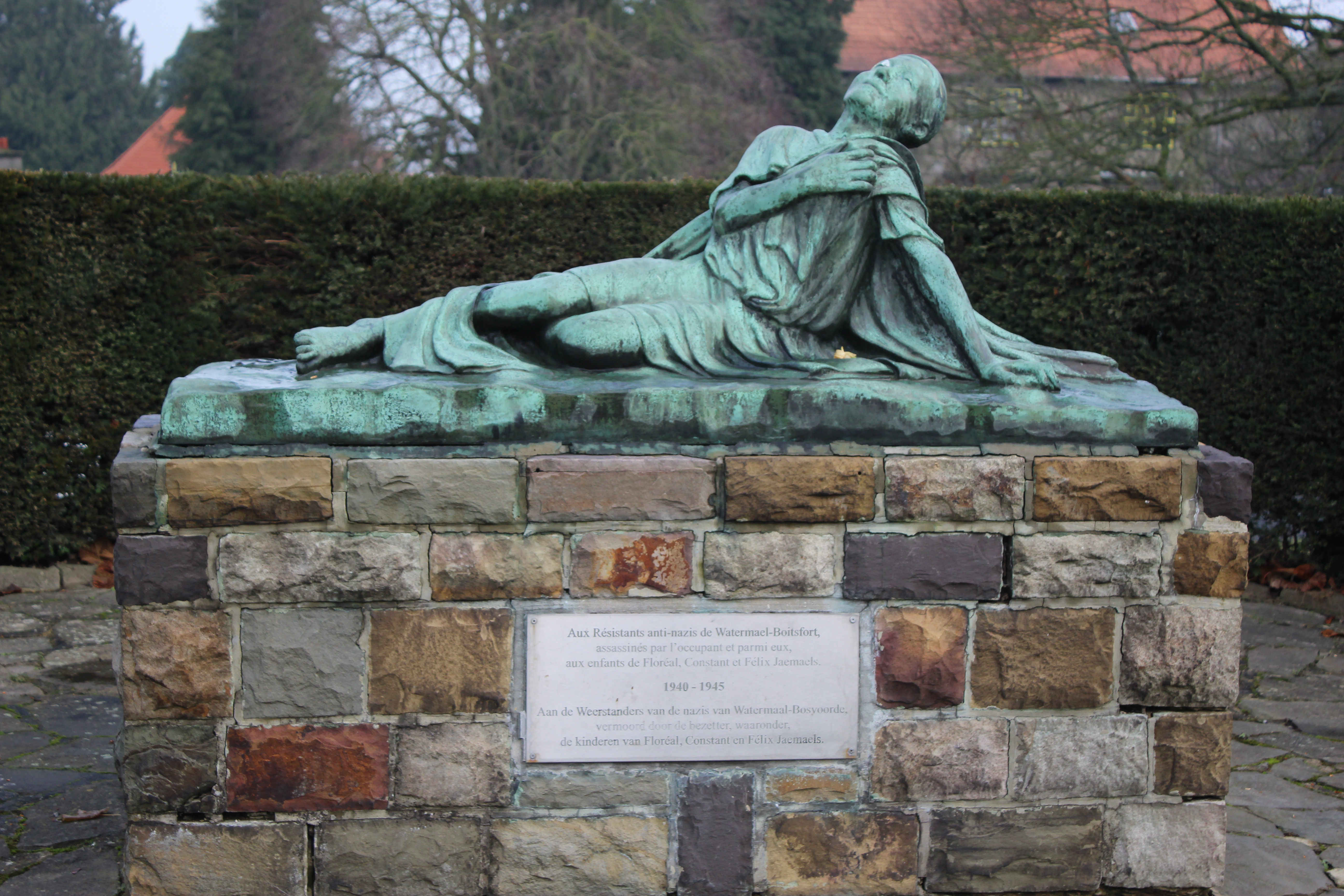
Monument aux morts de Floréal, dans Avenue des Archiducs, (Watermael-Boitsfort).